# Powiat Yatsushiro
Powiat Yatsushiro (jap. 八代郡 Yatsushiro-gun) – powiat w Japonii, w prefekturze Kumamoto. W 2024 roku liczył 10 451 mieszkańców.

## Miejscowości
- Hikawa